# Ameaça Invisível
Ameaça Invisível é uma futura série brasileira produzida pela Record. A primeira temporada ainda não tem previsão de estreia. Conta com roteiros de Ingrid Zavarezzi e Vitor de Oliveira e com direção de Ajax Camacho.
Conta com as atuações de Juliana Knust, Zé Carlos Machado, Dudu Pelizzari, Ernani Moraes, Daniel Erthal e Paloma Bernardi nos papéis principais.

## Enredo
A série gira em torno de uma pandemia causada pelo vírus fictício "Orto K9", que ameaça o mundo através de uma doença conhecida como "Febre do Gelo".

## Elenco
- Juliana Knust como Renata Aleixo
- Zé Carlos Machado
- Dudu Pelizzari como Cristiano Abreu
- Ernani Moraes
- Daniel Erthal
- Paloma Bernardi como Antônia Nolasco
- Juan Alba
- Rafael Sardão como Greg
- Karen Júlia
- Laize Câmara
- Lis Lucidi como Mirela
- Iano Salomão como Breno
- Henri Pagnoncelli
- Nicola Siri